# Henric al VI-lea de Luxemburg
Henric al VI-lea (n. cca. 1240 – d. 5 iunie 1288, Worringen) a fost conte de Luxemburg și Arlon de la 1281 până la moarte.

## Viața
Henric a fost fiul contelui Henric al V-lea cel Blond de Luxemburg cu Margareta de Bar. După ce i-a succedat tatălui său, a continuat războiul acestuia, fiind ucis alături de trei dintre frații săi în bătălia de la Worringen de către cavalerii ducelui Ioan I de Brabant.
Henric a fost căsătorit în jur de 1260-1261 cu Beatrice d'Avesnes (d. martie 1321), fiică a contelui Baldwin, având următorii copii:
- Henric (n. 1274-d. 1313), succesor în comitatul de Luxemburg și devenit rege al romanilor în 1308 și împărat în 1309, fiind încoronat de către papa Clement al V-lea în 1312.
- Waleram, ucis la asediul asupra Bresciei din 1311
- Felicitas (d. 1336), căsătorită în 1298 cu Ioan Tristan (d. 1309), conte de Leuven
- Balduin (n. 1285-d. 1354), devenit arhiepiscop-elector de Trier (1307-1354)
- Margareta (d. 1336), călugăriță în Lille și în Marienthal.